# 摩擦速度
摩擦速度（まさつそくど、英: shear velocity、英: friction velocity）はせん断応力を速度の単位を用いて書き直された速度である。流体力学において流体の真の速度と流体層間の速度の比較によく用いられる。剪断速度（せんだんそくど）やシアー速度とも表現される。

## 概要
摩擦速度は流体におけるシアーに伴う運動を記述するために用いられる。以下のような現象の記述に使用される。
- 流体中の粒子やトレーサー、汚染物質などの拡散と分散
- 流れの境界付近における速度分布（壁法則も参照のこと）
- 水路における土砂の移動

摩擦速度は流体中のシアーや分散の速度分布を考える上でも有効である。摩擦速度は分散と掃流運搬物質の輸送速度によく比例する。一般的に摩擦速度は平均流速の5%から10%の間と定められている。
河川の場合では、摩擦速度はマニング公式を用いて計算される。
{\displaystyle u^{\star }=\langle u\rangle ng^{\frac {1}{2}}R_{h}^{-{\frac {1}{6}}}}
- {\displaystyle n} はGauckler-Manning係数（マニングの粗度係数）。{\displaystyle n} の次元は省略されることが多いが、無次元ではなく、次のような時間と長さで表現される次元を持つ。

{\displaystyle TL^{-{\frac {1}{3}}}}
- {\displaystyle R_{h}} は水力半径

特定の河川における {\displaystyle n} や {\displaystyle R_{h}} を探す代わりに、ほとんどの河川では {\displaystyle u^{\star }} は {\displaystyle \langle u\rangle } の 5% から 10% の間であることに注意して、とりうる値の範囲を調べることもできる。
一般的な場合では次のように表せる。
{\displaystyle u_{\star }={\sqrt {\frac {\tau }{\rho }}}}
ここで {\displaystyle \tau } は流体中の任意の層におけるせん断応力で、{\displaystyle \rho } は流体の密度である。
土砂の輸送においては典型的に、開水路の下部境界で摩擦速度を考える。
{\displaystyle u_{\star }={\sqrt {\frac {\tau _{b}}{\rho }}}}
ここで {\displaystyle \tau _{b}} は境界におけるせん断応力である。
摩擦速度は、局所的な速度場とせん断応力場で定義することもできる（上記のような全流路における値とは異なる）。

## 乱流中の摩擦速度
摩擦速度は、乱流中の速度の変動成分のスケーリングパラメータとしてよく用いられる。
摩擦速度を求める方法の1つとして、乱流運動方程式の無次元化がある。例えば完全に発達した水路流乱流や乱流境界層では、境界近傍の流線運動量方程式は次のようになる。
{\displaystyle 0={\nu }{\partial ^{2}{\overline {u}} \over \partial y^{2}}-{\frac {\partial }{\partial y}}({\overline {u'v'}})}.
{\displaystyle y} 方向に一度積分し、未知の速度スケール {\displaystyle u_{\star }}　と粘性長スケール {\displaystyle {\frac {\nu }{u_{\star }}}} で無次元化することで、次式のように表せる。
{\displaystyle {\frac {\tau _{w}}{\rho }}=\nu {\frac {\partial u}{\partial y}}-{\overline {u'v'}}}
または
{\displaystyle {\frac {\tau _{w}}{\rho u_{\star }^{2}}}={\frac {\partial u^{+}}{\partial y^{+}}}+{\overline {\tau _{T}^{+}}}}.
右辺は無次元変数である。その結果、左辺も無次元となり、乱流変動成分の速度スケールが得られる（前述のとおり）。
{\displaystyle u_{\star }={\sqrt {\frac {\tau _{w}}{\rho }}}}.
ここで {\displaystyle \tau _{w}} は境界面における局所的なせん断応力である。

## 惑星の大気境界層
大気境界層の最下部では、水平平均した風速の鉛直分布を記述するため、半経験的な対数則の風速分布がよく使われる。
これを簡略化された式で記述すると次のようになる
{\displaystyle u(z)={\frac {u_{\star }}{\kappa }}\left[\ln \left({\frac {z-d}{z_{0}}}\right)\right]}
ここで {\displaystyle \kappa } はカルマン定数(~0.41) であり、{\displaystyle d} は変異がゼロとなる平面の高さである。
ゼロ変位平面 {\displaystyle d} は、樹木や建物などの障害物によって風速がゼロになる高さを地上からメートル単位で表したものである。これは障害物の平均的な高さの 2/3 から 3/4 で近似することができ、例えば高さ30mの森林の樹冠上の風を推定する場合、ゼロ平面変位は {\displaystyle d} = 20 mと推定することができる。
次のように、2段階の高度 {\displaystyle z_{1},z_{2}} の風速を知ることで、摩擦速度を取り出すことができる。
{\displaystyle u_{\star }={\frac {\kappa (u(z_{2})-u(z_{1}))}{\ln \left({\frac {z_{2}-d}{z_{1}-d}}\right)}}}
観測機器の性能限界と平均値の理論から、高度 {\displaystyle z_{1},z_{2}} は測定値に十分な差があるところを選ぶ必要がある。
2つ以上の測定値がある場合は、上式に測定値をフィッティングして、摩擦速度を求めることができる。